# Die Republikaner
Die Republikaner (REP) (De Republikeinen) is een in 1983 opgerichte kleine Duitse politieke partij, die zichzelf als conservatief, sociaal, patriottisch en ecologisch bestempelt. Medeoprichter en jarenlang boegbeeld van de partij was Franz Schönhuber, een oud-lid van de Waffen-SS.
Aan het einde van de jaren 80 en in de jaren 90 kende de REP een grote achterban. Sindsdien heeft de partij echter veel kiezers verloren aan onder andere de NPD en de DVU, en is nu enkel vertegenwoordigd op lokaal niveau. Sinds 1994 heeft de partij, onder leiding van voorzitter Rolf Schlierer zich afgekeerd van rechts-extremistische tendensen. Desondanks heeft de partij ongeveer twee derde van haar leden verloren. In 2011 ging de partij een fusie aan, met de Bürgerbewegung Pro Deutschland.

## Stemmen
Europees Parlement
| 1989 | 1994 | 1999 | 2004 | 2009 | 2014 |
| ---- | ---- | ---- | ---- | ---- | ---- |
| 7,1% | 3,9% | 1,7% | 1,9% | 1,3% | 0,4% |

 Bondsdagverkiezingen
| 1990 | 1994 | 1998 | 2002 | 2005 | 2009 | 2013 |
| ---- | ---- | ---- | ---- | ---- | ---- | ---- |
| 2,1% | 1,9% | 1,8% | 0,6% | 0,1% | 0,4% | 0,2% |